# Michail Jefimowitsch Schwydkoi

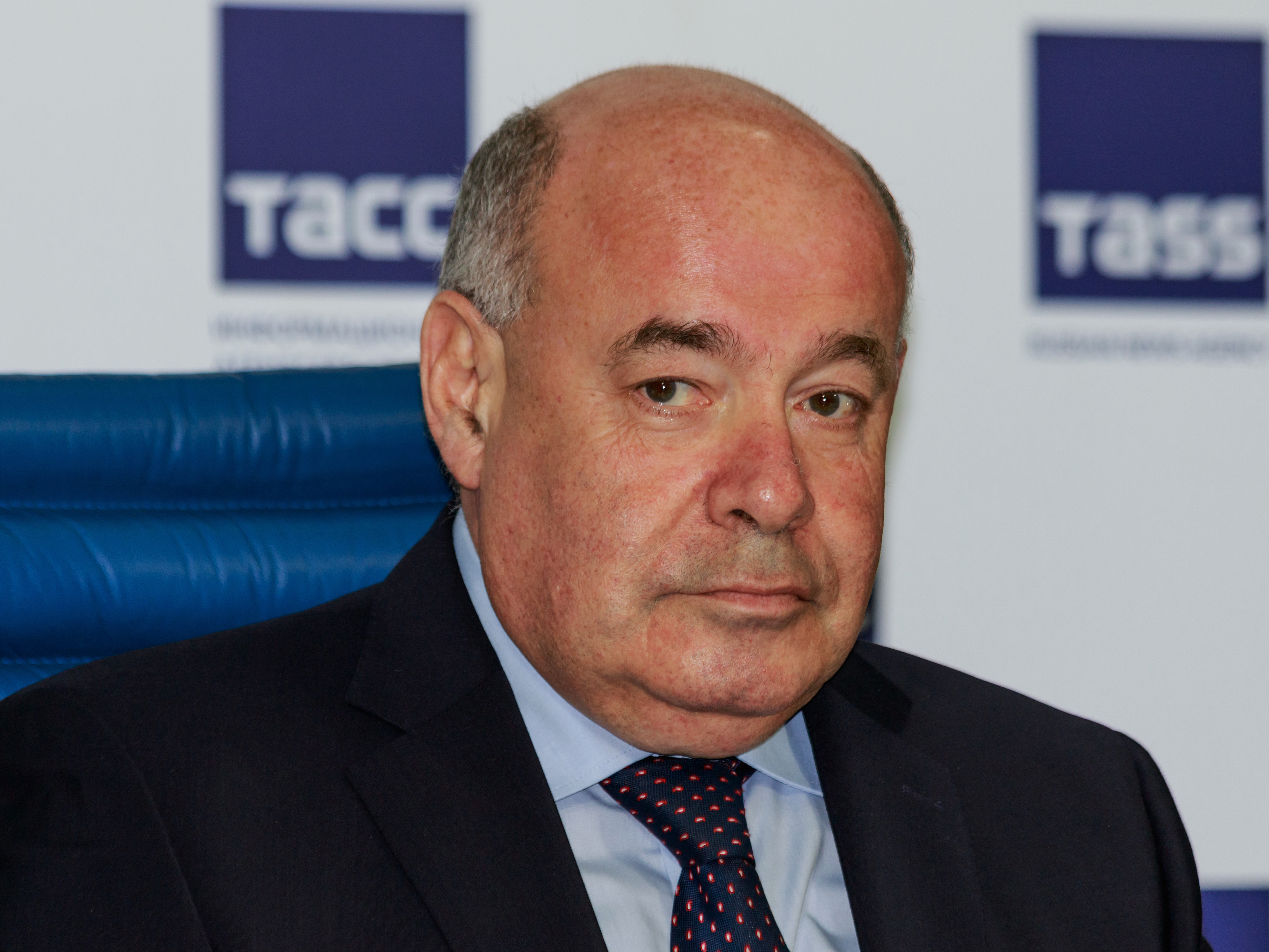
Michail Schwydkoi 2015

Michail Jefimowitsch Schwydkoi (russisch Михаи́л Ефи́мович Швыдко́й; * 5. September 1948 in Kant, Kirgisische SSR) ist ein russischer Kunstwissenschaftler und Politiker.

## Werdegang
Nach Promotion im Fach Kunstwissenschaften 1992 war er als Kulturjournalist, Fachautor und Dozent tätig. Von 1993 bis 1997 war Schwydkoi stellvertretender Kulturminister der Russischen Föderation, danach von 1998 bis 2000 – Vorsitzender der Rundfunkgesellschaft VGTRK. Von 2000 bis 2004 gehörte er dem Kabinett von Michail Kasjanow als Kulturminister an, anschließen bis 2008 war er Leiter der Föderalen Agentur für Kultur und Filmwesen der Russischen Föderation. Seit 2008 ist er Sonderbeauftragter des Präsidenten der Russischen Föderation für internationale kulturelle Zusammenarbeit. Schwydkoi ist Moderator vieler TV-Programme im russischen Fernsehen.

## Ehrungen
- 2000: Staatspreis der Russischen Föderation
- 2008: Verdienstorden für das Vaterland 4. Stufe der Russischen Föderation
- 2010: Großes Verdienstkreuz mit Stern der Bundesrepublik Deutschland
- 2018: Dr. Friedrich Joseph Haass-Preis